# Das Schwert der Rache
Das Schwert der Rache ist ein US-amerikanischer Abenteuerfilm aus dem Jahr 1950 von John H. Auer mit John Carroll und Adele Mara in den Hauptrollen. Der Film wurde von Republic Pictures produziert und basiert auf der 1928 veröffentlichten Kurzgeschichte Don Careless von Rex Beach.

## Handlung
Eine Gemeinde an der Nordwestküste Südamerikas leidet unter dem Banditen El Mocho und dessen Bande. Francisco Suarez, dessen Vater von El Mocho ermordet wurde, schwört Rache. Er formt eine Truppe, die sich The Avengers nennt, um die Gemeinde zu schützen. Suarez maskiert sich und nennt sich Don Careless. El Mocho fürchtet um sein Leben. Mit Hilfe des korrupten Colonel Corral täuscht er seinen Tod vor und tritt als Lieutenant Hernandez in Corrals Dienste. Gouverneur Don Rafael Moreno will die Kontrolle über die Gegend an Corral übergeben, sobald dieser seine Tochter Maria heiratet.
Eines Abends stößt Don Careless auf Corral, der mit dem Schwert gegen den Franzosen André LeBlanc kämpft. Corral setzt unfaire Mittel ein. André, der von Corral bei einer Wette betrogen wurde, wird von Don Careless gerettet, der seinerseits den Colonel besiegt. Zwar ist sein Ruf als bester Schwertkämpfer der Gegend zerstört, dennoch will der Colonel Don Careless, der als Frauenheld gilt, zu seinem Vorteil benutzen. Corral will nämlich die Gräfin Yvonne heiraten. Don Careless könnte somit Maria ehelichen, und als seine rechte Hand könnte das Moreno reichen. Corral bietet eine Wette an. Sollte sich Maria in Don Careless verlieben, bekommt André seinen Besitz wieder. Sollte es nicht klappen, wird Don Careless Corrals Diener.
Wie von Corral erhofft, verliebt sich Maria in Don Careless, der seinerseits Gefühle für Maria hegt. Doch seine Ehre bringt ihn dazu, die Wette für verloren zu erklären. Die eifersüchtige Yvonne erzählt Maria über die Wette. Maria informiert ihren Vater, dass sie Corral niemals heiraten werde. Obwohl sie ihn liebt, wendet sie sich von Don Careless ab. In der Folge befiehlt Corral El Mocho, seine Bande zu reaktivieren und die Provinz zu terrorisieren. Corrals Macht wird größer und bald darauf tötet er Don Moreno. Maria und die reumütige Yvonne flüchten zu Don Careless. Der greift mit seinen Avengers und Andre Corral an. Bei dem Kampf werden Corral und El Mocho getötet. Don Careless und André können die Regierungsgewalt an die zuständigen Stellen weiterleiten. Francisco und Maria freuen sich auf eine gemeinsame Zukunft.

## Produktion

### Hintergrund
Gedreht wurde der Film ab Mitte März 1949 in den Mapol-Studios in Buenos Aires, zusätzliche Szenen entstanden Anfang Juli 1949 in den Republic-Studios in Hollywood.
Der Film wurde gleichzeitig in einer spanischen Version mit dem Titel Los Vengadores gedreht.
Adele Mara ersetzte, einem Artikel im The Hollywood Reporter im Februar 1949 zufolge, Dolores del Río. Während das Studio Terminprobleme anführte, nannte das Magazin als Grund einen Konflikt mit der Frau des argentinischen Präsidenten, Eva Perón, die ebenfalls mitwirken sollte.

### Stab
Für die Spezialeffekte waren Howard Lydecker und sein Bruder Theodore verantwortlich.

## Veröffentlichung
Die Premiere des Films fand am 10. Juni 1950 in Los Angeles statt. In der Bundesrepublik Deutschland kam er am 13. August 1954 in die Kinos, in Österreich im Dezember 1954.

## Kritiken
Das Lexikon des internationalen Films schrieb: „Romantisch-abenteuerliche Unterhaltung, weder originell noch spannend.“